# État-major général de la Marine hellénique
L'état-major général de la Marine hellénique, (en grec moderne : Γενικό Επιτελείο Ναυτικού/ Genikó Epiteleío Nautikoú), est l'état-major de la Marine de guerre hellénique, la composante navale des Forces armées grecques. Elle est dirigée par le chef de l'état-major général de la marine, en 2020, le vice-amiral Nikólaos Tsoúnis. 

## Histoire
L'état-major général de la marine hellénique est créé par la loi du 21 juillet 1907 et organisé par décret royal, le 12 novembre de la même année. Il  cesse de fonctionner après l'invasion allemande de la Grèce, en avril 1941, et est reconstitué après la Libération, en septembre 1944. Dans l'intervalle, la Marine royale hellénique, bien que dirigée par le gouvernement grec en exil, est subordonnée opérationnellement à l'Amirauté britannique. Lorsque l'état-major général de la défense nationale hellénique est créé, en 1950, l'état-major général de la Marine hellénique lui est subordonné. Pendant la guerre froide, le chef d'état-major général de la Marine hellénique a également rempli les fonctions de commandant de l'OTAN en Méditerranée orientale (COMEDEAST). 

## Structure de commandement
- Chef de l'état-major général de la marine (en grec moderne : Αρχηγός ΓΕΝ), le chef de la marine.
- Chef adjoint de l'état-major général de la marine (en grec moderne : Υπαρχηγός), qui fait office de chef d'état-major et gère ses affaires courantes.
- Inspecteur général de la marine (en grec moderne : Γενικός Επιθεωρητής ΠΝ), directement subordonné au chef d'état-major général.
- Directeur de l'inspection financière de la marine (en grec moderne : Διευθυντής Οικονομικού Ελέγχου ΠΝ)